# Defensio pro Populo Anglicano
La Defensio pro Populo Anglicano è un'opera polemica latina di John Milton, pubblicata nel 1651. Il titolo completo in inglese è John Milton an Englishman His Defence of the People of England. La Defensio è un'opera di propaganda scritta a sostegno del Protettorato di Cromwell.

## Contesto
La Defensio fu commissionata a Milton dal Parlamento durante il Protettorato, per rispondere a un'opera dello studioso protestante francese Claudius Salmasius intitolata Defensio Regia pro Carolo I. Salmasius accusava i rivoluzionari guidati da Cromwell di regicidio. Il saggio di Milton è una giustificazione dettagliata delle ragioni dei parlamentari.

## Stile
L'opera è una violenta invettiva contro Salmasius che fa largo uso di argomentazioni ad hominem. Milton accusa Salmasius di aver scritto la Defensio Regia solo perché corrotto dal figlio esiliato di re Carlo, che in seguito sarebbe diventato Carlo II d'Inghilterra. Milton risponde agli attacchi di Salmasius con argomentazioni che si rifanno al diritto inglese, agli autori classici e moderni e a quanto già avvenuto in altre nazioni.
Nonostante la violenza dell'invettiva, il pamphlet di Milton forniva una risposta efficace, sia sul piano retorico che su quello dialettico, al volume di Salmasius. Come nota John Alvis, Milton "ridicolizza il suo avversario per aver cambiato schieramento in una controversia, per essersi intromesso negli affari di una nazione a lui estranea e per essersi messo al soldo del figlio del re che difende".

## Ulteriori controversie
Salmasius non pubblicò alcuna risposta durante la sua vita, ma un frammento di una replica fu stampato postumo. Una lunga replica, ad opera dell'ecclesiastico realista John Rowland, fu pubblicata anonima ad Anversa nel 1651. Il nipote di Milton, John Phillips, rispose alle accuse di Rowland.